# Tumulus de Glimes
Le tumulus de Glimes est une tombe gallo-romaine située rue de la Tombe Romaine, à Glimes, une localité d'Incourt, dans le Brabant wallon. Il est l'un des plus grands et des mieux conservés de Belgique. Un tilleul solitaire trône en son sommet.

## Historique
Le tumulus est répertorié sous le nom de tombe de Glimes sur la carte no 114 de l'atlas de Ferraris de 1777.
Il est l’objet de maintes traditions. Il y aurait eu, au sommet, des bancs et une plantation d’arbres, et l’on y dansait la première danse lors de la fête communale.
Au centre du tumulus et à 2 mètres au-dessous du niveau du sol environnant se trouve un caveau en pierres qui, atteint jadis par un puits vertical, fut complètement vidé de son contenu à une époque déjà ancienne par des fouilleurs inconnus. On attribue la fouille de nombreux tumulus de Belgique aux troupes françaises cantonnées en Hesbaye en 1745, après la victoire de Roccour, remportée par Maurice de Saxe sur les troupes coalisées de Charles Alexandre de Lorraine.
Ce tertre funéraire a été exploré en 1926 par le baron de Loë et le Service des fouilles de l'État, au moyen d'une galerie souterraine.
Vers 1999 des fouilles furent menées avec un découpage par une grue. Un déboisement sauvage fut même commencé puis interdit. Les arbres furent cependant coupés car infectés par une maladie. Seul le tilleul est resté, trônant au sommet du village de Glimes.

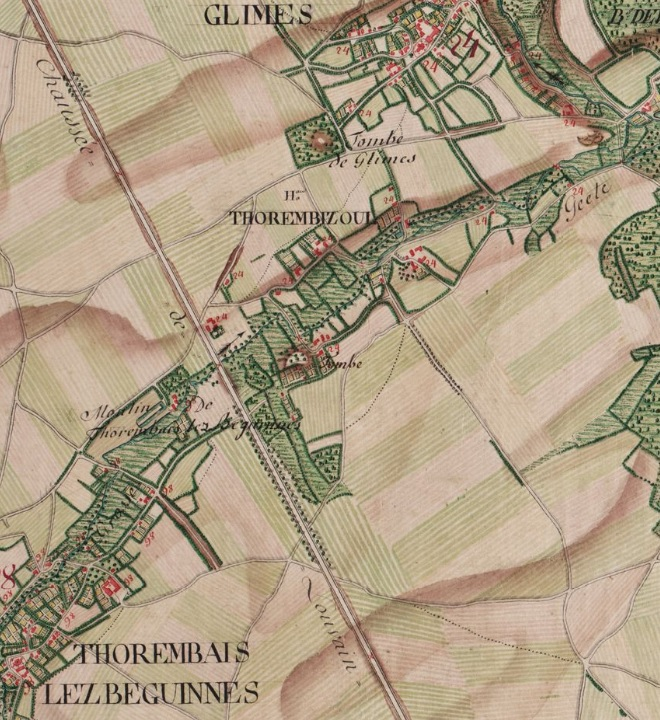
La tombe de Glimes sur la carte de Ferraris de 1777

## Description
Le tumulus mesure 15 m de haut et 50 m de diamètre. C'est l'un des plus grands de Belgique.
Le caveau, construit en grandes dalles de calcaire carbonifère régulières et bien taillées, mesure 1,40 m de largeur et 0,60 m de hauteur.

## Protection
Le tumulus de Glimes est classé depuis 1971.